# Sangsār
Sangsār (persiska: سنگ سار) är en ort i Iran.   Den ligger i provinsen Nordkhorasan, i den nordöstra delen av landet, 600 km nordost om huvudstaden Teheran. Sangsār ligger 1 029 meter över havet och antalet invånare är 534.
Terrängen runt Sangsār är huvudsakligen kuperad. Sangsār ligger nere i en dal. Runt Sangsār är det ganska glesbefolkat, med 27 invånare per kvadratkilometer. Närmaste större samhälle är Taklah Qūz, 14,0 km öster om Sangsār. Trakten runt Sangsār består i huvudsak av gräsmarker.